# Lev Pavlovič Ochotin
Lev Pavlovič Ochotin (in russo Лев Павлович Охотин?; Čita, 9 gennaio 1911 – Territorio di Chabarovsk, 1948) è stato un politico russo, membro del Consiglio Supremo del Partito Fascista Russo.

## Biografia
Ochotin nacque a Čita, in Siberia, nel 1911 da una famiglia di tradizioni militari. Nell'agosto 1920 si trasferì con la famiglia in Manciuria.
Nel 1932 ad Harbin incontrò per la prima volta Konstantin Rodzaevskij, leader del Partito Fascista Russo. L'anno seguente aderì al movimento, divenendone ben presto un importante esponente. Alla fine del 1936 Ochotin acquisì la carica di capo del dipartimento organizzativo del partito e dal 1937 al 1943 fu membro del Consiglio Supremo.
Venne arrestato il 7 settembre 1945 dallo SMERŠ. Per quasi un anno quest'ultimo organo, insieme al Ministero per la sicurezza dello Stato, condusse un'inchiesta che coinvolse oltre ad Ochotin anche Rodzaevskij, Grigorij Semënov ed altri importanti dissidenti russi.
Il processo ebbe inizio il 26 agosto 1946 e fu ampiamente pubblicizzato dalla stampa sovietica. A presiederlo venne chiamato Vasilij Ulrich, il Presidente del Collegio militare della Corte Suprema dell'Unione Sovietica. Gli imputati, accusati di propaganda antisovietica, spionaggio, sabotaggio e terrorismo, si dichiararono tutti colpevoli. Il 30 agosto la sentenza decretò per Ochotin la condanna a 15 anni di detenzione nei gulag. Morì nel 1948 in un campo dell'Estremo Oriente Russo.
Il 26 marzo 1998 la Corte Suprema Russa modificò parzialmente la sentenza di condanna. Tuttavia gli imputati non furono soggetti a riabilitazione.